# Satíricon
Satíricon é uma obra da literatura latina de autoria do prosador romano Petrônio, escrita provavelmente próximo do ano 60 d.C., que descreve as aventuras e desventuras do narrador, Encólpio, do seu amante Ascilto e do servo, o jovem Gitão, que se intromete entre os dois amantes provocando ciúme e discussão. Juntamente com o poeta Eumolpo, embarcam em aventuras diversas acabando naufragados nas mãos de Circe, uma sacerdotisa do deus Príapo.
Dessa sátira notável dos tempos do imperador Nero sobrevivem apenas fragmentos, dos quais o mais significativo é o afamado Banquete de Trimalquião, onde se fazem descrições detalhadas dum jantar luxuoso, extravagante e decadente oferecido pelo que se poderia chamar um "novo-rico" romano.
Satíricon é um dos mais antigos romances conhecidos. Pode-se considerar Satíricon uma sátira — uma grande crítica aos costumes e à política da Roma antiga. Os episódios narrados estão em sintonia híbrida, ou seja, passagens cômicas são intercaladas com outras trágicas de forma natural e harmônica. O narrador parte do retrato puramente zombeteiro da cena para narrar uma desgraça, articulando-se por meio de expressões solenes, artifícios retóricos, da mesma forma que se apresentam palavras do idioma popular, às vezes vulgares demais. Passagens maliciosas, baixas, descritas e acobertadas por um fantástico domínio da arte retórica por parte de Encólpio, o narrador-personagem, que se mantém ao mesmo tempo fiel e avesso à retórica.

## Traduções brasileiras
Diversas traduções se encontram de Satíricon em livros e teses, dos fragmentos completos ou parciais. Dentre as traduções, cite-se a de Cláudio Aquati, tradutor premiado pelo prêmio Jabuti com sua tradução de Satíricon pela editora Cosac Naify. Em 2021, sua tradução recebeu nova edição pela Editora 34. Sandra Braga Bianchet também traduziu o romance de Petrônio, privilegiando as ocorrências do latim vulgar. Curiosamente, o poeta Paulo Leminski também apresenta uma tradução criativa do Satíricon. Também se encontram em artigos algumas outras propostas de tradução que exploram tanto a poética de Satíricon quanto as possibilidades da língua alvo, como o uso de variantes da língua brasileira para equivaler a elementos do texto latino.